# العلاقات البوروندية التونسية
العلاقات البوروندية التونسية هي العلاقات الثنائية التي تجمع بين بوروندي وتونس.

## مقارنة بين البلدين
هذه مقارنة عامة ومرجعية للدولتين:
| وجه المقارنة                                              | بوروندي                                    | تونس                                       |
| --------------------------------------------------------- | ------------------------------------------ | ------------------------------------------ |
| المساحة (كم2)                                             | 27.83 ألف                                  | 163.61 ألف                                 |
| عدد السكان (نسمة)                                         | 10.86 مليون                                | 11.53 مليون                                |
| الكثافة السكانية (ن./كم²)                                 | 390.23                                     | 70.47                                      |
| العاصمة                                                   | بوجومبورا، جيتيغا                          | تونس                                       |
| اللغة الرسمية                                             | اللغة الكيروندية، لغة فرنسية، لغة إنجليزية | اللغة العربية                              |
| العملة                                                    | فرنك بوروندي                               | دينار تونسي                                |
| الناتج المحلي الإجمالي (بليون دولار)                      | 3.48 مليار                                 | 40.26 مليار                                |
| الناتج المحلي الإجمالي (تعادل القوة الشرائية) بليون دولار | 8.13 مليار                                 | 129.05 مليار                               |
| الناتج المحلي الإجمالي الاسمي للفرد دولار أمريكي          | 277                                        | 3.87 ألف                                   |
| الناتج المحلي الإجمالي للفرد دولار أمريكي                 | 77                                         | 11.44 ألف                                  |
| مؤشر التنمية البشرية                                      | 0.400                                      | 0.721                                      |
| رمز المكالمات الدولي                                      | +257                                       | +216                                       |
| رمز الإنترنت                                              | .bi                                        | .tn                                        |
| المنطقة الزمنية                                           | ت ع م+02:00                                | ت ع م+01:00، توقيت وسط أوروبا، ت ع م+02:00 |

## منظمات دولية مشتركة
يشترك البلدان في عضوية مجموعة من المنظمات الدولية، منها:
| علم المنظمة | اسم المنظمة                                                | تاريخ انضمام بوروندي | تاريخ انضمام تونس |
| ----------- | ---------------------------------------------------------- | -------------------- | ----------------- |
|             | البنك الدولي للإنشاء والتعمير                              | 28 سبتمبر 1963       | 14 أبريل 1958     |
|             | يونسكو                                                     | 16 نوفمبر 1962       | 8 نوفمبر 1956     |
|             | مؤسسة التمويل الدولية                                      | 28 نوفمبر 1979       | 25 يوليو 1962     |
|             | المركز الدولي لتسوية المنازعات الاستشارية                  | 5 ديسمبر 1969        | 14 أكتوبر 1966    |
|             | منظمة حظر الأسلحة الكيميائية                               | ?                    | ?                 |
|             | مؤسسة التنمية الدولية                                      | 28 سبتمبر 1963       | 30 ديسمبر 1960    |
|             | منظمة التجارة العالمية                                     | 23 يوليو 1995        | ?                 |
|             | الاتحاد الأفريقي                                           | 25 مايو 1963         | ?                 |
|             | الاتحاد البريدي العالمي                                    | ?                    | ?                 |
|             | وكالة ضمان الاستثمار متعدد الأطراف                         | 10 مارس 1998         | 7 يونيو 1988      |
|             | الاتحاد الدولي للاتصالات                                   | 16 فبراير 1963       | 14 ديسمبر 1956    |
|             | منظمة الشرطة الجنائية الدولية                              | ?                    | ?                 |
|             | الأمم المتحدة                                              | 18 سبتمبر 1962       | 12 نوفمبر 1956    |
|             | البنك الإفريقي للتنمية                                     | ?                    | ?                 |
|             | العملية المشتركة للاتحاد الأفريقي والأمم المتحدة في دارفور | ?                    | ?                 |

## وصلات خارجية
- موقع وزارة الخارجية التونسية